# Vaskulogeneze
Vaskulogeneze je proces tvorby cév de novo z progenitorů endoteliálních buněk, nezávislý na existenci jiných cév. Podobným procesem je angiogeneze, v rámci které dochází ke vzniku nových cév ovšem z již existujících cév a to např. pučením (sprouting), vchlipováním (intussusception) či podélným dělením původní cévy. Drobné cévy dále mohou být remodelovány do větších útvarů v procesu arteriogeneze. K vaskulogenezi dochází zejména během embryonálního vývoje cévní soustavy, v dospělosti pak např. při revaskularizaci ischemických či poraněných tkání, při růstu nádoru a částečně se podílí i na vzniku cév děložní sliznice.